# اتاق ایمز

طرح اتاق ایمز

اتاق ایمز یکی از مشهورترین نمونه‌های خطای ذهنی (خطای دید) است. این اتاق را یک متخصص چشم آمریکایی به نام آلبرت ایمز در سال ۱۹۳۴ اختراع کرد. دیوارها، سقف و کف اتاق ایمز در زاویه‌های گوناگونی به طرف یکدیگر متمایل شده‌اند که هرکدام از زاویه‌ها خیلی بزرگتر یا خیلی کوچکتر از ۹۰ درجه هستند.
فرد ناظر از روزنه کوچکی به اتاق نگاه می‌کند. یکی از افراد در یک گوشه از اتاق در مقایسه با فردی که در گوشهٔ دیگر اتاق است، بسیار کوچکتر به نظر می‌رسد؛ حال آنکه هر دو فرد قد یکسانی دارند. با اینکه این اتاق برای کسی که از روزنه به آن نگاه می‌کند مانند اتاقی مستطیلی شکل و معمولی به نظر می‌آید، اما شکل آن در واقع به گونه ایست که فاصله یک گوشه آن از ما دو برابر فاصله گوشه دیگر آن از ماست. از این رو فردی که کوچکتر دیده می‌شود در واقع بسیار دور تر از فردی است که بزرگتر دیده می‌شود. ما چون بر این باوریم که به اتاق معمولی نگاه می‌کنیم درصدد تصحیح تفاوت فاصله بر نمی‌آییم و می‌پنداریم که هر دو در فاصله‌ای یکسان از ما قرار دارند. در واقع فرض معمولی بودن اتاق، مزاحم اصل تغییر ناپذیری اندازه-فاصله می‌شود و در نتیجه ثبات اندازه از بین می‌رود.